# Школа энологии в Конельяно
Школа энологии — средняя старшая школа в Конельяно, одна из одиннадцати итальянских школ, где изучается энология.

## История
Основана в 1876 году энологом Джованни Баттиста Черлетти, чьё имя она теперь носит, и стала одной из первых школ виноградарства и энологии в Италии. Город Конельяно был выбран, как один из центров производства вин Просекко. Примерно в тот же период аналогичные школы были основаны в других городах, известных своим виноделием, таких как Сан-Микеле-аль-Адидже (1874 год), Авеллино (1879 год), Альба (1881 год), а затем Асти, Катания, Чивидале-дель-Фриули, Локоротондо, Марсала, Рим, Сиена.
Изначально, школа занимала здание в центре города, но в 1924 году она переехала на нынешнее место, в просторный комплекс зданий, с хорошо оборудованными лабораториями и большим земельным участком, используемым для экспериментов с новыми методами выращивания винограда.
В школе учились, преподавали и занимались научной работой известные итальянские учёные, среди которых основатель школы, Джованни Баттиста Черлетти, известный итальянский селекционер винограда, Луиджи Мандзони, известный итальянский  миколог и фитопатолог Джузеппе Кубони, Луиджи Луццатти, Карло Луиджи Спегаццини, Лука Дзайя и другие.
Сейчас в школе, считая все филиалы, обучается более 1200 студентов. На территории школы находится факультет Конельяно Падуанского университета, где студенты проходят трёхлетний курс обучения виноградарству и энологии. Также, в школе находится исследовательский центр виноградарства.